# Allsvenskan 1977
La Allsvenskan 1977 è stata la 53ª edizione della massima serie del campionato svedese di calcio, disputata tra l'11 aprile 1977 e il 16 ottobre 1977 e concluso con la vittoria del Malmö FF, al suo dodicesimo titolo.
Capocannonieri del torneo sono stati Reine Almqvist (IFK Göteborg) e Mats Aronsson (Landskrona BoIS) con 15 reti.

## Stagione

### Avvenimenti
La prima parte del campionato vide diversi gruppi di squadre in testa alla classifica: fra esse si distinsero il Landskrona BoIS, che alla sesta giornata divenne la prima squadra a guidare la graduatoria in solitaria e il Malmö FF, solo al comando dopo dieci giornate. Da quel momento, gli Himmelsblått rimasero stabilmente in vetta, inseguiti da un consistente numero di squadre: inizialmente il Landskrona BoIS e il Kalmar, al giro di boa seconde a -3 dalla capolista. In seguito furono l'IFK Norrköping e l'Elfsborg a tentare di restare sulla scia del Malmö che, a settembre, aveva accumulato un vantaggio tale da permettergli di mettere le mani sul titolo nazionale con tre turni di anticipo. Le tre inseguitrici ebbero accesso alle competizioni europee; avendo raggiunto la finale di Coppa di Svezia contro il Malmö già qualificato per la Coppa dei Campioni, il Kalmar cedette il suo posto in Coppa UEFA all'IFK Norrköping, altrimenti svantaggiato dalla differenza reti.
La lotta per non retrocedere vide coinvolte diverse squadre fino alla penultima giornata, in cui le varie concorrenti si lasciarono dietro l'IFK Sundsvall, matematicamente retrocesso all'ultima giornata. Chiuse la classifica il BK Derby, che all'inizio del girone di ritorno perse il contatto con le altre concorrenti, fino a risultare fuori dai giochi con tre giornate di anticipo.

## Squadre partecipanti
| Club            | Stagione | Città      | Stadio                     | Stagione precedente                |
| --------------- | -------- | ---------- | -------------------------- | ---------------------------------- |
| AIK             | dettagli | Stoccolma  | Råsunda                    | 7º posto in Allsvenskan            |
| BK Derby        | dettagli | Linköping  | Kungsbergets               | 1º posto in Division 2 (gir. Nord) |
| Djurgården      | dettagli | Stoccolma  | Stockholms Olympiastadion  | 11º posto in Allsvenskan           |
| Elfsborg        | dettagli | Borås      | Ryavallen                  | 10º posto in Allsvenskan           |
| IFK Göteborg    | dettagli | Göteborg   | Ullevi                     | 1º posto in Division 2 (gir. Sud)  |
| Hammarby        | dettagli | Stoccolma  | Söderstadion               | 8º posto in Allsvenskan            |
| Halmstad        | dettagli | Halmstad   | Örjans Vall                | Campione di Svezia                 |
| Kalmar          | dettagli | Kalmar     | Fredriksskans Idrottsplats | 6º posto in Allsvenskan            |
| Landskrona BoIS | dettagli | Landskrona | Landskrona Idrottspark     | 4º posto in Allsvenskan            |
| Malmö FF        | dettagli | Malmö      | Malmö Stadion              | 2º posto in Allsvenskan            |
| IFK Norrköping  | dettagli | Norrköping | Norrköpings Idrottspark    | 9º posto in Allsvenskan            |
| Örebro          | dettagli | Örebro     | Behrn Arena                | 5º posto in Allsvenskan            |
| Öster           | dettagli | Växjö      | Värendsvallen              | 3º posto in Allsvenskan            |
| IFK Sundsvall   | dettagli | Sundsvall  | Baldershovs Idrottenskpark | 12º posto in Allsvenskan           |

## Allenatori e primatisti
| Club            | Allenatore          | Calciatore più presente                                         | Cannoniere                          |
| --------------- | ------------------- | --------------------------------------------------------------- | ----------------------------------- |
| AIK             | Gunnar Nordahl      | Sven Dahlqvist Göran Göransson Yngve Leback Claes Marklund (26) | Sanny Åslund (11)                   |
| BK Derby        | Lars Richt          | 5 giocatori (26)                                                | Anders Wickman (6)                  |
| Djurgården      | Bengt Persson       | Björn Alkeby Curt Olsberg (26)                                  | Anders Grönhagen (7)                |
| Elfsborg        | Rolf Svensson       | Leif Målberg Bengt Andersén Krister Andersén (26)               | Thomas Ahlström (11)                |
| IFK Göteborg    | Hans Karlsson       | Jan Nordström Glenn Holm (26)                                   | Reine Almqvist (15)                 |
| Halmstad        | Roy Hodgson         | 5 giocatori (26)                                                | Lennart Larsson (6)                 |
| Hammarby        | Björn Bolling       | Klas Johansson Mats Werner Gunnar Wilhelmsson (26)              | Billy Ohlsson (8)                   |
| Kalmar          | Bo Johansson        | 7 giocatori (26)                                                | Johny Erlandsson (8)                |
| Landskrona BoIS | Finn Willy Sørensen | 6 giocatori (26)                                                | Mats Aronsson (15)                  |
| Malmö FF        | Bob Houghton        | Roland Andersson Krister Kristensson Roy Andersson (26)         | Tommy Andersson (11)                |
| IFK Norrköping  | Bengt Gustavsson    | Jan-Åke Jonsson Per-Olof Eek Krister Norblad Ove Karlsson (26)  | Leif Andersson (7)                  |
| Örebro          | Benny Lennartsson   | 6 giocatori (26)                                                | Ola Rydstrand (8)                   |
| Öster           | Lars Arnesson       | 6 giocatori (26)                                                | Karl-Gunnar Björklund (8)           |
| IFK Sundsvall   | sconosciuto         | Åke Andersson Bo Börjesson Hans Larsson Åke Rickardsson (26)    | Don Andersson, Staffan Isaksson (5) |

## Classifica finale
|  | Pos. | Squadra         | Pt | G  | V  | N  | P  | GF | GS | DR  |
|  | ---- | --------------- | -- | -- | -- | -- | -- | -- | -- | --- |
|  | 1.   | Malmö FF        | 38 | 26 | 15 | 8  | 3  | 41 | 19 | +22 |
|  | 2.   | Elfsborg        | 31 | 26 | 10 | 11 | 5  | 37 | 23 | +14 |
|  | 3.   | Kalmar          | 31 | 26 | 12 | 7  | 7  | 37 | 30 | +7  |
|  | 4.   | IFK Norrköping  | 31 | 26 | 11 | 9  | 6  | 42 | 36 | +6  |
|  | 5.   | Landskrona BoIS | 29 | 26 | 12 | 5  | 9  | 43 | 34 | +9  |
|  | 6.   | IFK Göteborg    | 27 | 26 | 9  | 9  | 8  | 48 | 49 | -1  |
|  | 7.   | Hammarby        | 27 | 26 | 10 | 6  | 10 | 28 | 37 | -9  |
|  | 8.   | Halmstad        | 25 | 26 | 8  | 9  | 9  | 39 | 33 | +6  |
|  | 9.   | Öster           | 25 | 26 | 8  | 9  | 9  | 31 | 25 | +6  |
|  | 10.  | Djurgården      | 24 | 26 | 7  | 10 | 9  | 34 | 37 | -3  |
|  | 11.  | AIK             | 23 | 26 | 5  | 13 | 8  | 31 | 37 | -6  |
|  | 12.  | Örebro          | 22 | 26 | 6  | 10 | 10 | 30 | 35 | -5  |
|  | 13.  | IFK Sundsvall   | 20 | 26 | 5  | 10 | 11 | 32 | 43 | -11 |
|  | 14.  | BK Derby        | 12 | 26 | 3  | 6  | 17 | 18 | 53 | -35 |

Legenda:
      Campione di Svezia e ammessa alla Coppa dei Campioni 1978-1979.
      Ammesse alla Coppa UEFA 1978-1979.
      Ammesse alla Coppa delle Coppe 1979-1979.
      Retrocesse in Division 2 1978.
Note:
Due punti a vittoria, uno a pareggio, zero a sconfitta.

### Squadra campione
| Formazione tipo | Giocatori (presenze)     |
| --- | ------------------------ |
| Möller Rol. Andersson Kristensson Roy Andersson Erlandsson T. Andersson Malmberg B. Larsson T. Larsson Hansson Sjöberg                                                        | Jan Möller (25)          |
| Möller Rol. Andersson Kristensson Roy Andersson Erlandsson T. Andersson Malmberg B. Larsson T. Larsson Hansson Sjöberg                                                        | Roland Andersson (26)    |
| Möller Rol. Andersson Kristensson Roy Andersson Erlandsson T. Andersson Malmberg B. Larsson T. Larsson Hansson Sjöberg                                                        | Krister Kristensson (26) |
| Möller Rol. Andersson Kristensson Roy Andersson Erlandsson T. Andersson Malmberg B. Larsson T. Larsson Hansson Sjöberg                                                        | Roy Andersson (26)       |
| Möller Rol. Andersson Kristensson Roy Andersson Erlandsson T. Andersson Malmberg B. Larsson T. Larsson Hansson Sjöberg                                                        | Ingemar Erlandsson (23)  |
| Möller Rol. Andersson Kristensson Roy Andersson Erlandsson T. Andersson Malmberg B. Larsson T. Larsson Hansson Sjöberg                                                        | Tommy Andersson (18)     |
| Möller Rol. Andersson Kristensson Roy Andersson Erlandsson T. Andersson Malmberg B. Larsson T. Larsson Hansson Sjöberg                                                        | Claes Malmberg (22)      |
| Möller Rol. Andersson Kristensson Roy Andersson Erlandsson T. Andersson Malmberg B. Larsson T. Larsson Hansson Sjöberg                                                        | Bo Larsson (14)          |
| Möller Rol. Andersson Kristensson Roy Andersson Erlandsson T. Andersson Malmberg B. Larsson T. Larsson Hansson Sjöberg                                                        | Tommy Larsson (25)       |
| Möller Rol. Andersson Kristensson Roy Andersson Erlandsson T. Andersson Malmberg B. Larsson T. Larsson Hansson Sjöberg                                                        | Tommy Hansson (25)       |
| Möller Rol. Andersson Kristensson Roy Andersson Erlandsson T. Andersson Malmberg B. Larsson T. Larsson Hansson Sjöberg                                                        | Thomas Sjöberg (21)      |
| Altri giocatori: Anders Ljungberg (13), Magnus Andersson (13), Staffan Tapper (9), Tore Cervin (5), Per-Åke Åkesson (3), Arne Åkesson (2), Kent Jönsson (1), Robert Prytz (1) |                          |

## Statistiche

### Squadre

#### Capoliste solitarie
|    | —— | —— | —— | —— | ——              | —— | —— | —— | ——       | ——       | ——       | ——       | ——       | ——       | ——       | ——       | ——       | ——       | ——       | ——       | ——       | ——       | ——       | ——       | ——       | —— |  |
|    |    |    |    |    | Landskrona BoIS |    |    |    | Malmö FF | Malmö FF | Malmö FF | Malmö FF | Malmö FF | Malmö FF | Malmö FF | Malmö FF | Malmö FF | Malmö FF | Malmö FF | Malmö FF | Malmö FF | Malmö FF | Malmö FF | Malmö FF | Malmö FF |    |  |
|    |    |    |    |    |                 |    |    |    |          |          |          |          |          |          |          |          |          |          |          |          |          |          |          |          |          |    |  |
|    |    |    |    |    |                 |    |    |    |          |          |          |          |          |          |          |          |          |          |          |          |          |          |          |          |          |    |  |
| 1ª | 2ª | 3ª | 4ª | 5ª | 6ª              | 7ª | 8ª | 9ª | 10ª      | 11ª      | 12ª      | 13ª      | 14ª      | 15ª      | 16ª      | 17ª      | 18ª      | 19ª      | 20ª      | 21ª      | 22ª      | 23ª      | 24ª      | 25ª      | 26ª      |    |  |

#### Primati stagionali
Squadre
- Maggior numero di vittorie: Malmö FF (15)
- Minor numero di sconfitte: Malmö FF (3)
- Miglior attacco: IFK Göteborg (49)
- Miglior difesa: Malmö FF (19)
- Miglior differenza reti: Malmö FF (+22)
- Maggior numero di pareggi: AIK (13)
- Minor numero di vittorie: BK Derby (3)
- Maggior numero di sconfitte: BK Derby (27)
- Peggiore attacco: BK Derby (18)
- Peggior difesa: BK Derby (53)
- Peggior differenza reti: BK Derby (-35)

### Individuali

#### Classifica marcatori
| Gol |  |  | Giocatore             | Squadra         |
| --- |  |  | --------------------- | --------------- |
| 15  |  |  | Reine Almqvist        | IFK Göteborg    |
| 15  |  |  | Mats Aronsson         | Landskrona BoIS |
| 11  |  |  | Sanny Åslund          | AIK             |
| 11  |  |  | Thomas Ahlström       | Elfsborg        |
| 11  |  |  | Tommy Hansson         | Malmö FF        |
| 9   |  |  | Christer Hellqvist    | Elfsborg        |
| 9   |  |  | Rutger Backe          | Halmstads BK    |
| 9   |  |  | Sonny Johansson       | Landskrona BoIS |
| 9   |  |  | Pär-Olof Olsson       | FK Norrköping   |
| 8   |  |  | Billy Ohlsson         | Hammarby IF     |
| 8   |  |  | Johny Erlandsson      | Kalmar          |
| 8   |  |  | Tommy Andersson       | Malmö FF        |
| 8   |  |  | Ola Rydstrand         | Örebro          |
| 8   |  |  | Karl-Gunnar Björklund | Öster           |